# Toterfout
Toterfout is een gehucht in de gemeente Veldhoven, in de Nederlandse provincie Noord-Brabant.
Het ligt anderhalve kilometer ten westen van het dorp Oerle.
In het westelijk van Toterfout gelegen bosgebied Halve Mijl bevinden zich zestien gerestaureerde grafheuvels.

## Etymologie
Door de geschiedenis heen hebben er verschillende schrijfwijzen bestaan voor de naam Toterfout, waarvan Totefat de oudste is.
De naam is mogelijk een verbastering van 't Ode Fout, wat staat voor Het Woeste Woud.
De naam kan ook verklaard worden als Tot der Voirt, waarmee een overgang van een rivier bedoeld wordt, in dit geval de Bruggenrijt.
In de zeventiende eeuw werd de naam Totefeyt gebruikt.

## Geschiedenis
De vondst van grafheuvels en urnenvelden uit het Neolithicum en de Midden Bronstijd bewijzen dat de omgeving van Toterfout al vroeg bewoond was.
In de middeleeuwen bevond het gehucht zich in een groot heidegebied, genaamd de Grote Aard van Oerle.
Op 1 maart 1326 werd de Grote Aard van Oerle door hertog Jan III van Brabant betiteld als een gemeynt. Een gemeynt is een stuk gemeenschappelijk gebruikte woeste grond. Als gebruikers van de woeste grond werden vermeld de inwoners van Zandoerle, Knegsel, De Hees (een buurtschap bij Eersel), Hoogcasteren (een buurtschap bij Hoogeloon), Vessem en Wintelre.
Door de woeste, weinig vruchtbare grond en algeheel slechte economische omstandigheden bestond Toterfout in de achttiende en negentiende eeuw slechts uit een gering aantal eenvoudige huizen.
Bij volkstellingen in 1879 en 1889 werden vier huizen geteld.
Door de uitvinding van de kunstmest kon aan het begin van de twintigste eeuw de omliggende heide worden ontgonnen en vestigden zich meer agrarische bedrijven in het gehucht.

## Bezienswaardigheden

### Grafheuvels
Bij archeologisch onderzoek zijn in de omgeving van Toterfout en Halfmijl prehistorische grafheuvels uit de Midden Bronstijd (1600 - 1000 v. Chr.) aangetroffen.
De onderwijzer-oudheidkundige Petrus Norbertus Panken uit Westerhoven ontdekte in 1844 als eerste deze grafheuvels. Hij publiceerde zijn ontdekking in 1845.
In de periode 1948-1951 werden 34 grafheuvels systematisch onderzocht door het Biologisch Archeologisch Instituut van de Rijksuniversiteit Groningen.
Dit onderzoek stond onder supervisie van prof. dr. Albert van Giffen. De dagelijkse leiding viel onder de heer Willem Glasbergen,
die in 1954 promoveerde met een proefschrift over de opgravingen bij Toterfout-Halfmijl.
Zestien grafheuvels werden gerestaureerd. De overige werden geëffend, om plaats te maken voor cultuurgrond.
In juni 1963 werden er bronzen panelen bijgeplaatst die uitleg geven over de inhoud en structuur van de grafheuvels.
In 1966 werden de grafheuvels op de lijst van Rijksmonumenten geplaatst.

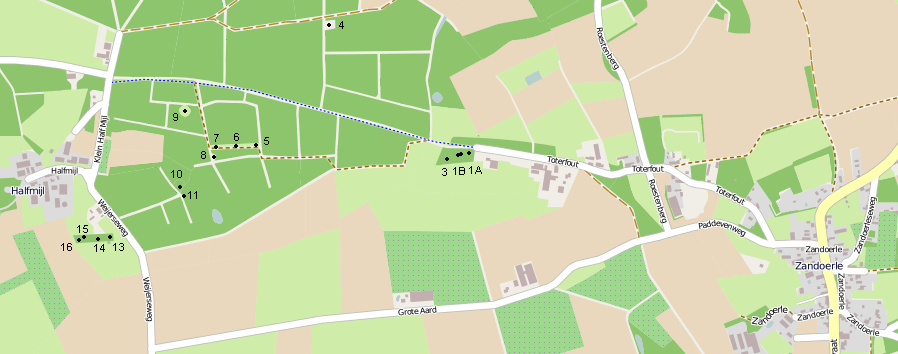
De zestien grafheuvels bij Toterfout en Halfmijl

De zestien gerestaureerde grafheuvels liggen verspreid over meerdere locaties.
Vier grafheuvels liggen in een klein bos aan de Toterfout.
Zeven grafheuvels liggen nabij de Vessemse Dijk, midden in het bosgebied Halve Mijl.
Ten zuiden van het gehucht Halfmijl, nabij de Weijerseweg, liggen vier grafheuvels.
Ten slotte ligt nog één grafheuvel aan de Kleine Vliet. Deze grafheuvel heet het Lambertsbergje, en stamt uit het Neolithicum (1700 v. Chr.).

### Bezoekerscentrum
Het bezoekerscentrum aan de Toterfout opende de deuren op 18 oktober 2011. Op 25 november van dat jaar volgde de officiële opening door de toenmalige burgemeester van Veldhoven, Jack Mikkers. Daarbij kreeg het bezoekerscentrum de naam Gasterij ‘t Dorpsgenot. Naast horeca en een VVV agentschap beschikt het bezoekerscentrum ook over een permanente educatieve tentoonstelling van het IVN. Deze tentoonstelling geeft informatie over de natuur en de grafheuvels in de omgeving van Toterfout.
Hoofdplaats: Veldhoven

Buurtschappen: Berkt · Halfmijl · Heers · Hoogeind · Scherpenering · Schoot · Toterfout · Vliet · Zandoerle · Zittard

Voormalige gemeenten: Oerle · Veldhoven en Meerveldhoven · Zeelst

Noord-Brabant: Steden en dorpen      Nederland: Provincies · Gemeenten